# جوسايا بورجيس
جوسايا بورجيس هو قرصان إنجليزي من العصر الذهبي للقراصنة، ولد في سنة 1689، عمل في البداية في البحرية البريطانية وثم انضم إلى قراصنة بينجامين هورنغولد في جمهورية القراصنة في جزر البهاما وكون اسطول من أربعة سفن سمي بالعصابة الطائرة، وقد كون فريق معه هورنغولد ومع اللحية السوداء ومع هنري جينينغز. بعد اختلاف كل من هورنغولد واللحية السوداء قام بمحاربة اللحية السوداء والذي قام باسره في مايو 1718 وعرض عليه الانضمام إلى اسطوله، فقبل بورجيس بذلك وأمره بالذهاب إلى جامايكا. بعد فترة عاد إلى البهاماس ووجد ان البحرية الإنجليزية بقيادة وودس روجرز قد سيطرت على جزر البهاما وطردت جميع القراصنة، فضل روجرز عدم القبض عليه ومفاوضته لأجل محاربة اللحية السوداء، اثناء توجهه نحو اللحية السوداء غرق مع سفينته ومات في سنة 1719 في جزر أباكو.